# Aéroport international de Lviv
L'aéroport international de Lviv (en ukrainien Міжнародний аеропорт «Львів» імені Данила Галицького) (code IATA : LWO • code OACI : UKLL) est un aéroport domestique et international desservant la ville de Lviv, principale ville de l'ouest de l'Ukraine.

## Histoire
Le 18 mars 2022, lors de l'invasion de l'Ukraine par la Russie, l'aéroport est frappé par plusieurs missiles russes au niveau d'un terminal d'entretien.

## Situation
| Berdiansk Oujhorod Brody Ouman Kanatove Konotop Djankoï Tchouhouïv Kryvyï Rih Donetsk Sébastopol DniproVesseloïeBaheroveHorodokChersonèseGvardeïskoïeKatchaIvano-Frankivsk Izmaïl JovtneveJytomyr Koulbakino Kharkiv · Charcovie Khmelnytskyï Kherson KrementchoukKiev/Kyïv · Jouliany Kiev/Kyïv · Boryspil Kryvyï Rih Kolomya Loutsk Louhansk LvivMarioupol Mykolaïv Myrhorod Nijyn Odessa Poltava Rivne Sambir Simferopol Starokostiantyniv Tchernivtsi Vinnytsia Zaporijjia |

## Statistiques
Pour des raisons techniques, il est temporairement impossible d'afficher le graphique qui aurait dû être présenté ici.

Voir la requête brute et les sources sur Wikidata.

## Compagnies et destinations

### Passagers
| Compagnies                     | Destinations |
| ------------------------------ | --- |
| AtlasGlobal Ukraine            | Istanbul |
| Austrian Airlines              | Vienne-Schwechat |
| Azerbaijan Airlines            | Bakou-H. Aliyev |
| Azur Air Ukraine               | En saison charter : Antalya, Dalaman, Hurghada, Charm el-Cheikh |
| Bees Airline                   | En saison : Rhodes-Diagoras |
| Belavia                        | Minsk |
| Blue Air Moravia               | Brno-Tuřany |
| Bravo Airways                  | En saison charter : Dalaman, Monastir |
| Ellinair                       | En saison : Thessalonique-Makedonía |
| LOT Polish Airlines            | Bydgoszcz, Olsztyn (Holsten)-Mazurie , Poznań (Posnanie)-H. Wieniawski,, Varsovie-Chopin |
| Lufthansa                      | Munich-F. J. Strauß |
| Motor Sich Airlines            | Kiev-Jouliany |
| Pegasus Airlines               | Istanbul-S. Gökçen |
| SkyUp                          | Paris-Beauvais |
| Turkish Airlines               | Istanbul |
| Ukraine International Airlines | Barcelone-El Prat , Bologne-Borgo Panigale, Kiev-Boryspil, Madrid-Barajas, Rome Léonard-de-Vinci/Fiumicino, Tel Aviv - Ben Gourion En saison charter : Antalya, Dalaman, Hurghada, Charm el-Cheikh, Tivat |
| Windrose Airlines              | En saison charter : Antalya, Hurghada, Charm el-Cheikh |
| Wizz Air                       | Berlin-Brandebourg, Charleroi Bruxelles-Sud, Dortmund , Gdańsk-L. Wałęsa , Katowice-Pyrzowice , Londres-Luton , Wrocław-N. Copernic                                                                       |
| Yanair                         | Batoumi-A. Kartveli En saison charter : Charm el-Cheikh |

Édité le 07/02/2018

### Vols cargos
| Compagnies | Destinations |
| ---------- | ------------ |
| Airstars   | ...          |

## Incidents et accidents
Quatre incidents ont été répertoriés sur l'ancien aéroport , le plus important ayant lieu le 27 juillet 2002 lors de crash d'un avion de chasse durant un meeting.
Aucun incident n'a été noté depuis la modernisation de l'aéroport en 2012 (pistes allongées et nouveaux bâtiments).

## Galerie

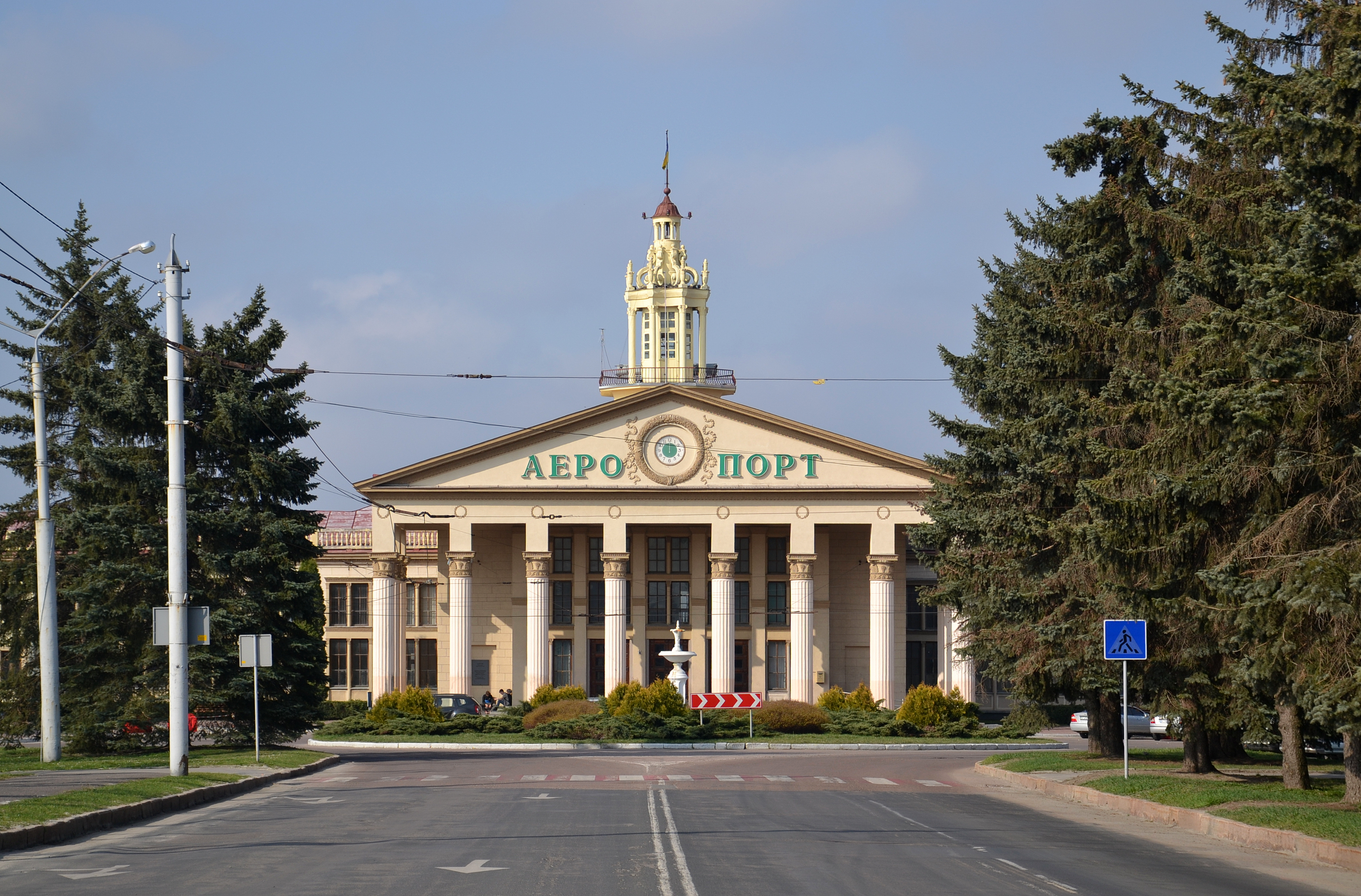
L'entrée de l'ancien bâtiment central de l'aéroport